# Cocaine
Cocaine er en britisk stumfilm fra 1922 af Graham Cutts.

## Medvirkende
- Hilda Bayley som Jenny
- Flora Le Breton som Madge Webster
- Ward McAllister som Min Fu
- Cyril Raymond som Stanley
- Tony Fraser som Loki
- Teddy Arundell som Montagu Webster